# Скриточуб сіроголовий
Скриточу́б сіроголовий (Phylloscopus tephrocephalus) — вид горобцеподібних птахів родини вівчарикових (Phylloscopidae). Мешкає в горах Китаю і Південно-Східної Азії. Раніше цей вид відносили до роду Скриточуб (Seicercus), однак за результатами молекулярно-філогенетичного дослідження, опублікованого у 2018 році, його було переведено до роду Вівчарик (Phylloscopus).

## Опис
Довжина птаха становить 10-11 см. Верхня частина тіла яскраво-жовто-зелена, нижня частина тіла жовта. Голова сіра, на голові чорні смуги, навколо очей жовті кільця. На хвості білі плями.

## Поширення і екологія
Сіроголові скриточуби гніздяться в Північно-Східній Індії (Нагаленд, Мізорам), західній і північній М'янма, центральному і південному Китаї (Юньнань, Сичуань, Гуйчжоу, Шеньсі, Хубей, Чжецзян) і у північному В'єтнамі Взимку частина популяцій мігрує до східної і південної М'янми, північно-західного Таїланду, південного Китаю і північного Індокитаю. Вони живуть в чагарниковому і бамбуковому підліску вічнозелених гірських лісів. Гніздяться на висоті від 1400 до 2500 м над рівнем моря, зимують в долинах. зустрічаються поодинці. Живляться комахами. Гніздяться у травні-червні. Гніздо кулеподібне, розміщується в чагарниках.